# Llac Chuzenji
El llac Chuzenji (中禅寺湖, Chzenji-ko), és un llac del Parc Nacional Nikko, en la Prefectura de Tochigi (Japó). El llac es formà fa uns 20.000 anys quan el volcà Nantai va entrar en erupció, bloquejant el riu.
El llac té una àrea d'11,62 km². La seva elevació a la superfície és de 1269 m, i l'aigua arriba a una profunditat de 163 metres al punt més profund. El riu Yukawa és la font principal del llac, drenant aigua fins a la cascada Kegon (la tercera amb més caiguda del Japó, amb 97 m d'alçada).
Llac Chuzenji va ser descobert l'any 782 per un sacerdot anomenat Shodo quan el seu grup va aconseguir escalar la Muntanya Nantai.
Considerat sagrat, la muntanya es va tancar a les dones, cavalls i vaques fins a 1872. A mitjans de l'era Meiji i el període Showa, moltes ambaixades europees van construir cases de vacances a tot el llac.
L'antiga vila italiana s'ha renovat i ara està obert al públic.
Altres llocs al voltant del llac inclouen Futara santuari construït l'any 790, el temple Chuzenji, i Kegon Falls. A la primavera, flors de cirerer estan florint.
A l'estiu, la gent pot escapar de la calor i gaudir de l'observació d'ocells i el senderisme. A la tardor, per descomptat, hi ha les famoses fulles de tardor. A l'hivern es poden practicar esports com l'esquí i el patinatge sobre neu i gel.
El llac era un lloc predilecte estiu de Sir Ernest Satow quan era enviat de Gran Bretanya al Japó, 1895-1900 com els seus diaris de l'època testifiquen. Ell va construir una casa al costat del llac, que segueix sent propietat i s'utilitza per al dia d'avui per l'Ambaixada Britànica.